# Marataízes
Marataízes là một đô thị thuộc bang Espírito Santo, Brasil. Đô thị này có diện tích 135,402 km², dân số năm 2007 là 31129 người, mật độ 229,9 người/km².